# Miodrag Radulović
Miodrag Radulović, cyr. Миодраг Радуловић (ur. 23 października 1967 w Titogradzie) – czarnogórski piłkarz, grający na pozycji pomocnika, trener piłkarski.

## Kariera piłkarska
W 1988 rozpoczął karierę piłkarską w miejscowej drużynie FK Sutjeska Nikšić. W następnym roku został zaproszony do Budućnost Titograd. W 1991 przeszedł do FK Hajduk Kula. W 1993 został piłkarzem FK Zemun. W sezonie 1995/96 bronił barw greckiego klubu Pierikos SFK. W 1996 przeniósł się do szwedzkiego Degerfors IF, w którym zakończył karierę piłkarza w roku 1997.

## Kariera trenerska
Po zakończeniu kariery piłkarza rozpoczął pracę szkoleniowca. Od 2001 trenował kluby Zeta Golubovci i Borac Banja Luka. Od 2004 do 2005 pracował z olimpijską reprezentację Serbii i Czarnogóry, a od 2005 do 2006 z juniorską reprezentację Serbii i Czarnogóry. W sezonie 2006/07 pomagał trenować Boavista FC. Potem prowadził juniorską reprezentację Czarnogóry. W 2010 został mianowany na stanowisko głównego trenera Paxtakoru Taszkent, którym kierował do 3 maja 2010. Latem 2010 dołączył do sztabu szkoleniowego Dinama Moskwa, gdzie pracował jako asystent trenera do 21 kwietnia 2011. Potem powrócił do ojczyzny, gdzie w sezonie 2011/12 stał na czele FK Budućnost Podgorica. Od 2012 do 2013 prowadził kuwejcki Kazma SC. Latem 2013 został mianowany na stanowisko głównego trenera kazachskiego FK Atyrau, a po zakończeniu sezonu opuścił klub. 1 marca 2014 został głównym trenerem kuwejckiego Al-Jahra SC, który prowadził do 30 kwietnia 2015. 1 maja 2015 został zaproszony na stanowisko selekcjonera narodowej reprezentacji Libanu.

## Sukcesy i odznaczenia

### Sukcesy trenerskie
Budućnost Podgorica
- mistrz Czarnogóry: 2011/12